# Ero guro
Ero-guro nansensu (エログロナンセンス, ero-guro-nansensu), spesso abbreviato in ero guro, eroguro o guro; è un fenomeno sociale, letterario e artistico nato in Giappone tra gli anni venti e trenta del Novecento, come forma di espressione dell'estetica modernista.
(Tanizaki Jun'ichiro, 1918)
La sua caratteristica è la combinazione dell'erotismo con elementi macabri, grotteschi, bizzarri, frivoli, privi di senso, componenti dichiarate nel nome stesso del movimento. Ero guro nansensu è una costruzione in stile wasei-eigo di termini inglesi e abbreviazioni: ero, da "ero(tic)", si riferisce a tutto ciò che attiene alla sfera dell'eros; guro, da "gurutesuku/grotesque", allude al fascino dell' "anormalità", della devianza, del macabro, della perversione; nansensu, da "nonsense", rappresenta la componente priva di senso, assurda, slegata o non fedele alla realtà, inintelligibile, farsesca.

## Origini e sviluppi

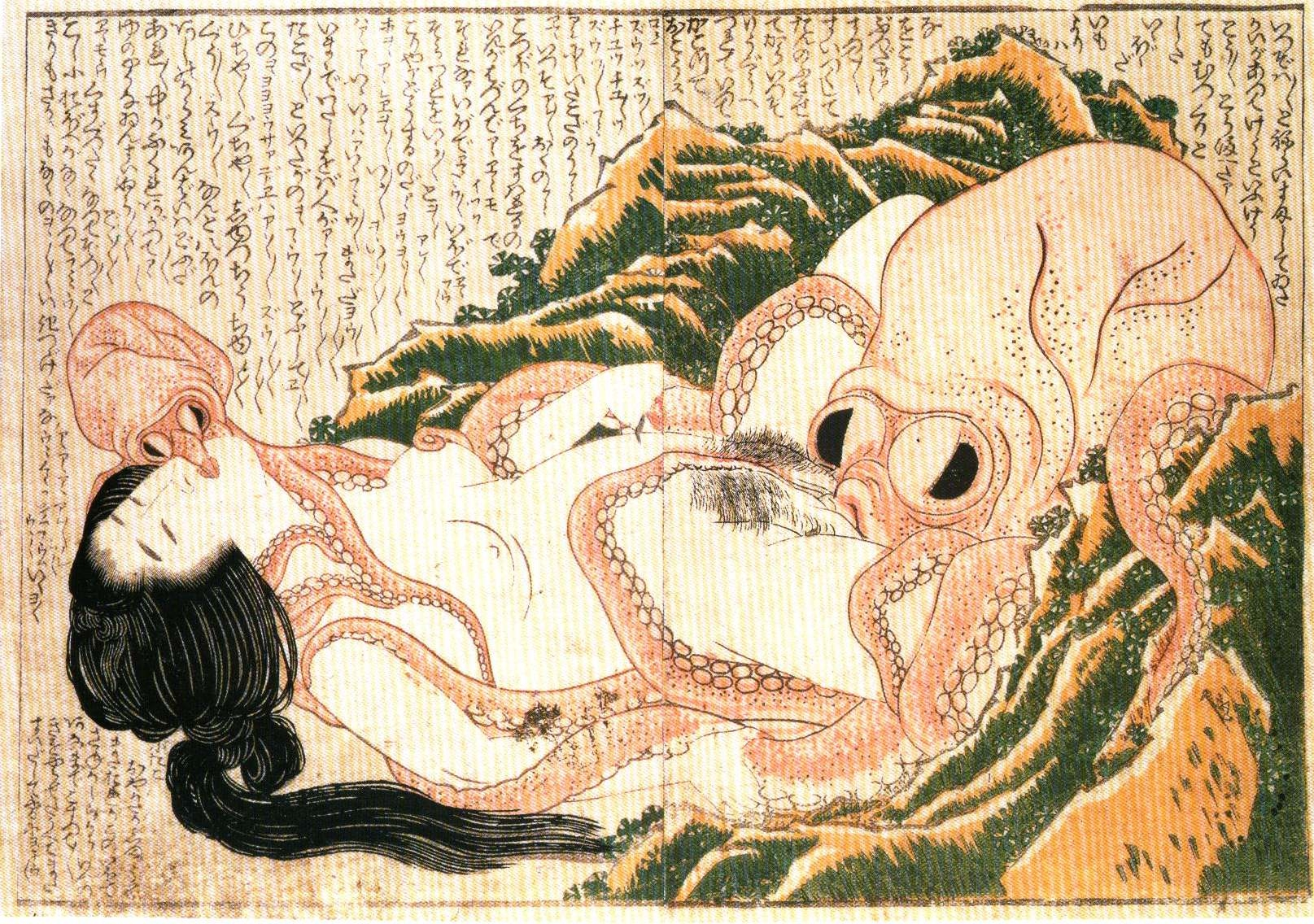
Katsushika Hokusai, Il sogno della moglie del pescatore (1814, Tako to ama 蛸と海女)

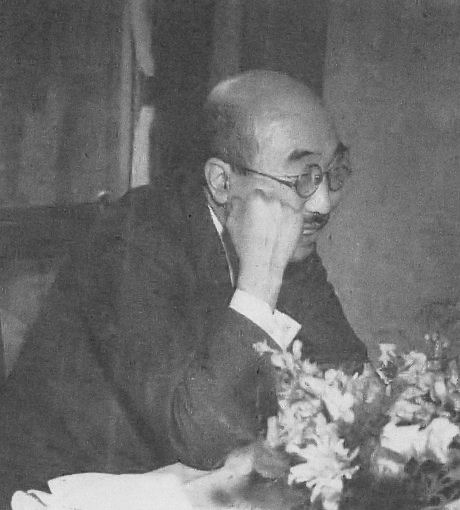
Ranpo Edogawa

La rappresentazione del grottesco, del mostruoso e del deforme è parte integrante della mitologia, dell'immaginario religioso, letterario e artistico giapponese, rintracciabile ad esempio fin nel Kojiki, in alcuni setsuwa presenti nel Konjaku monogatarishū, la raccolta di leggende e racconti popolari di periodo Heian, e nella tradizione folklorica, ricca di creature mostruose e spettrali (yōkai e yūrei).
Ero guro ha lontane radici con l'arte della pittura e della calligrafia buddista Zen (Zenga 禅画), i racconti di fantasmi e di vendette di sangue della tradizione kabuki, le pitture e stampe a soggetto erotico dell'arte shunga, fiorente nel periodo Edo e il genere ukiyo-e che ne condivise i temi, da Utamaro e Katsushika Hokusai, a Tsukioka Yoshitoshi, autore di stampe muzane (無残絵) conosciute anche come "stampe insanguinate", raffiguranti, fin nel minimo dettaglio, scene cruente come omicidi, torture, mutilazioni, suicidi e atti di violenza, a Utagawa Kuniyoshi, con le sue caricature grottesche e le immagini di mostri e fantasmi, cadaveri insanguinati, stupri e crocifissioni erotiche.
Prima che nel mondo dell'editoria prendesse il sopravvento questo filone, diventando un fenomeno di cultura di massa, la combinazione in letteratura di erotismo, mistero e crimine con elementi orrorifici, scabrosi e grotteschi, propria dell'ero guro nansensu, venne sperimentata anche da autori come Kuroiwa Ruiko (1862-1920), Oshikawa Shunro (1876-1919), Murayama Kaita (1896-1919), Tanizaki Jun'ichiro e Sato Haruo.
I principali canali in cui si manifestò negli anni venti furono le riviste di intrattenimento diffuse nei principali centri urbani del Giappone, come Gurutesuku (trad. Grottesco), Hanzai kagakuo (trad. Scienza del crimine), Shinseinen (新靑年, Gioventù nuova). Quest'ultima, una delle principali riviste moderniste popolari negli anni 1920 e 1930, svolse un importante ruolo nella storia del romanzo giallo giapponese e nella diffusione dell'ero-guro.
Fra gli esponenti di questa nuova estetica Ranpo Edogawa è considerato l'autore più rappresentativo, per aver incorporato il bizzarro e l'erotico nel romanzo di investigazione (tantei shosetsu 探偵小説). Fin dai suoi primi racconti pubblicati a partire dal 1923, lo scrittore dedicò particolare attenzione alla psicologia e alla sfera della sessualità, in particolare ai comportamenti sessuali "devianti", allora studiati e dibattuti da sessuologi e medici, rivelando il lato oscuro della modernità. Uno dei suoi primi racconti, Il delitto della salita D. (D-zaka no satsujin jiken, 1925), coinvolge una donna uccisa dal marito durante giochi sadomasochistici, introducendo la "perversione" nello spazio domestico della famiglia e suggerendo l'esistenza di una sessualità diversa da quella tradizionalmente ammessa.
Nel 1938, a seguito della progressiva militarizzazione dello stato e della crescente necessità di controllo dell'opinione pubblica da parte del governo in difesa della morale e dell'interesse nazionale, venne vietata la pubblicazione di opere di narrativa d'evasione e di romanzi polizieschi. La letteratura ero guro, accusata di morbosità e perversione, fu pesantemente presa di mira; molte riviste specializzate dovettero chiudere e lo stesso Ranpo vide interrotta, da parte dell'editore, la pubblicazione delle sue opere. Nel primo dopoguerra vi fu un rifiorire della cultura editoriale erotica, favorita in parte dal blando regime di censura in materia di costumi sessuali messo in atto dalle potenze alleate vincitrici attraverso il Civil Censorship Detachment (CCD).
L'ero guro conobbe una nuova stagione come movimento artistico a partire dagli anni Ottanta, in concomitanza con la prosperità e il benessere economico portato dalla formazione della cosiddetta "economia di bolla" (バブル経済, baburu keizai). Gli artisti più noti di questa seconda ondata del movimento sono Toshio Saeki, Suehiro Maruo e Takato Yamamoto, e per quanto riguarda il cinema e il teatro, il regista e sceneggiatore Teruo Ishii.

## Gli anni venti e trenta. Contesto storico e culturale
(Kawabata Yasunari, La banda di Asakusa (Asakusa Kurenaidan, Tokyo, 1930)

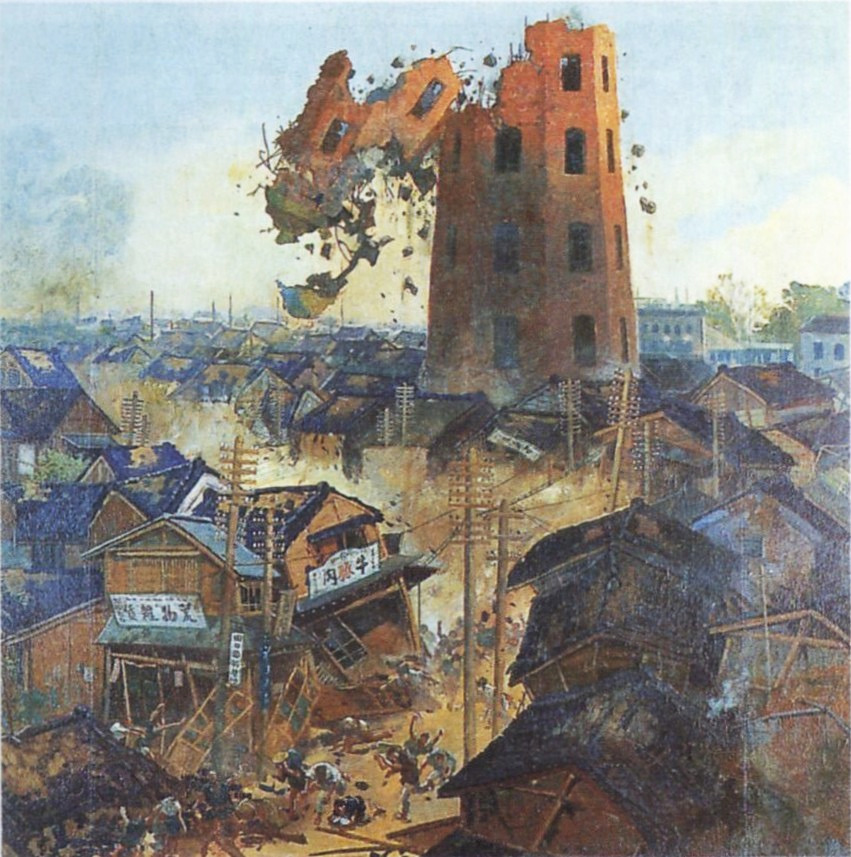
Terremoto del Kanto (1923). Distruzione del Ryounkaku, il primo grattacielo costruito in Giappone nel 1890 nel quartiere di Asakusa a Tokyo

Il movimento ero-guro nansensu nacque in Giappone a cavallo degli anni venti e trenta, in un periodo - quello della cosiddetta democrazia Taishō - attraversato da grandi cambiamenti politici, sociali e culturali. Dopo il devastante terremoto del Kantō del 1923 che causò la morte di oltre 100.000 persone e la distruzione della regione, l'economia del paese attraversò una fase recessiva, dovuta all'aumento delle importazioni di beni di consumo e di materiali necessari alla ricostruzione, e al fallimento delle misure adottate dal governo in campo creditizio. Nella seconda metà degli anni venti, dopo un periodo alterno di recessioni e riprese caratterizzato da forti tensioni sociali e dalla promulgazione di leggi volte a reprimere ogni forma di dissenso, la situazione economica e occupazionale subì un peggioramento a causa della grande depressione che sconvolse l'economia mondiale. I grandi gruppi finanziari, industriali e commerciali e i ceti militari giapponesi si orientarono verso una politica estera espansionistica in Asia e nel Pacifico meridionale, che portò nel 1931 all'incidente mancese (1931), l'anno successivo all'istituzione dello stato fantoccio di Manchukuo (1932) e nel 1937 all'invasione della Cina, preannuncio della Guerra del Pacifico.

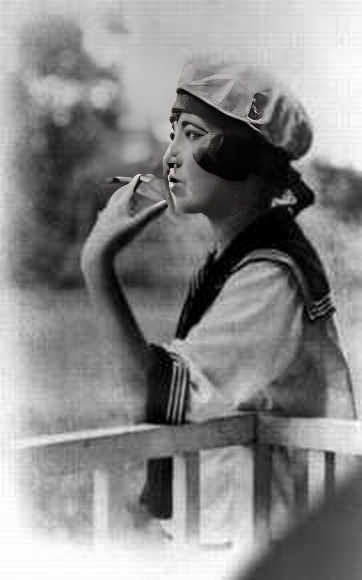
Moga (1923) pubblicato sul Mainichi Shinbun, uno dei quotidiani giapponesi dell'epoca a più ampia tiratura.

Nel periodo fra le due guerre mondiali anche in Giappone si diffusero nuove ideologie, movimenti sociali, teorie scientifiche, come il nazionalismo, il socialismo, il femminismo, la psicoanalisi, che direttamente o indirettamente offrirono nuovi modelli di riferimento e contribuirono alla creazione della complessa, cosmopolita e ibrida cultura del "modan" (moderno). Durante il periodo Taishō si consolidò il processo di occidentalizzazione, di diffusione del modernismo urbano e del consumismo; acquistarono popolarità il cinema e le star di Hollywood, la musica jazz, i caffè, le sale da ballo. L'espansione della classe media urbana e l'aumento dell'alfabetizzazione favorirono il fenomeno della «letteratura di massa» (taishū bungaku): aumentarono le testate e le tirature di giornali e riviste illustrate, delle collane economiche rivolte al grande pubblico: dalle 3.123 riviste registrate nel 1918 si passò alle 11.118 del 1932; nel 1924 i giornali raggiunsero una famiglia su sei e nel 1931 la popolazione di 65 milioni acquistò 10 milioni di copie di giornali e riviste di intrattenimento. Nel 1926 c'erano 1.056 cinema in cui venivano proiettati film giapponesi e occidentali.
Diffuse da giornalisti, scrittori e romanzieri, diventarono figure simbolo della modernità le mogas (モガ, la cui versione estesa è モダンガール, modan gāru "ragazza moderna"), che con i mobos ("ragazzi moderni") amavano intrattenersi nei quartieri del divertimento di Tokyo, Ginza e Asakusa, seguendo la moda e lo stile di vita occidentale, e le cameriere dei caffè (jokyû), comune oggetto del desiderio erotico della nuova classe emergente dei colletti bianchi (salaryman , サラリーマン). 
Gli editori erano alla ricerca di formule nuove per raggiungere sempre più lettori ed estendere i loro guadagni; accanto ai vecchi temi del kōdan e ai racconti sentimentali, si fece strada il romanzo di investigazione e le storie basate sull'eccezionale, il grottesco, l'erotismo, l'anormale. Il più importante dei produttori culturali ero guro dell'epoca fu lo scrittore ed editore Umehara Hokumei, di estrazione aristocratica e di fede socialista, traduttore nel 1925 del Decameron di Boccaccio e fondatore, tra le altre, delle riviste Gurotesuku (Grottesco) e Hentai shiryō colpite innumerevoli volte da provvedimenti di censura. Nel 1924 Umehara scrisse il suo primo racconto satirico e in pieno stile ero guro, Satsujin gaisha: Akumashugi zensei jidai (The Killing Kapitalist Konglomerate), in cui narrò gli spregiudicati affari della F. Murder Joint Stock Company, una multinazionale statunitense emblema del capitalismo, assetata di sangue e guadagni, ossessionata dal sesso, che imponeva ai propri dipendenti di uccidere da tre a cinque persone al giorno dopo averle spogliate dei loro averi, e a gestire un commercio di schiavi del sesso e di traffico di carne umana. Per le numerose e dettagliate scene di "perversione sessuale", atti di cannibalismo e necrofilia, il libro venne censurato e ne fu proibita la vendita. Il soggetto delle dokufu, "poison women", particolarmente fiorente in Giappone dagli anni Settanta dell'Ottocento, fu un altro dei temi che l'ero guro alimentò: Hokumei, ad esempio, nel numero di giugno del 1926 della rivista Bungei Shijō, produsse una raccolta di trentatré pagine con gli articoli di stampa scritti su Takahashi Oden, l'ultima donna omicida ad essere condannata alla decapitazione in Giappone; l'anno seguente il poeta Yokuse Yau pubblicò un libro dedicato alle "poison women" del periodo Meiji (Kinsei dokufu den), come volume della collana dedicata ai "disordini sessuali " (Hentai jūnishi, 1926-1927).

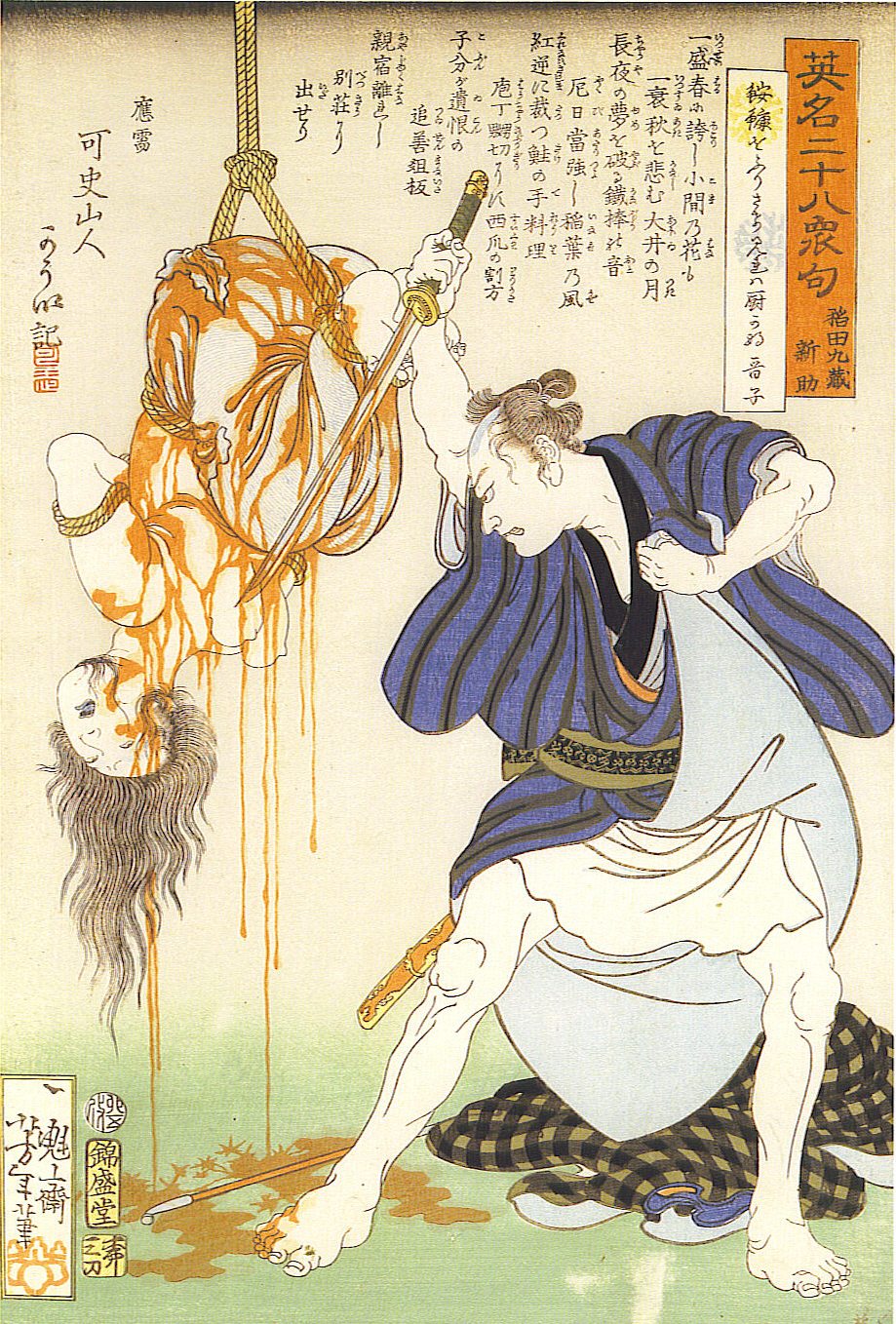
Yoshitoshi, Eimei nijûhasshûk (Ventotto omicidi famosi con poesia)

Larga diffusione nel periodo Shōwa ebbero gli scritti che si occupavano di sessualità e di psicopatologie, secondo i più diversi approcci; frequentemente evidenziato, in ampia parte di questa produzione, fu il rapporto fra sessualità e criminalità. Il sessuologo Sawada Junjirō, autore nel 1915 con Habuto Eij di un'edizione giapponese ridotta della Psychopathia sexualis dello psichiatra e neurologo tedesco Richard von Krafft-Ebing (Hentai seiyokuron), scrisse nel 1923:
(Sawada Junjirou, “Seiyoku hanzai” (kindai no kekkonsha), 1923)
Gran parte della letteratura ero guro attingeva a temi e linguaggio dalla psicologia medica e dalla sessuologia, che nel fine perseguito di individuazione e classificazione delle malattie mentali e delle pratiche sessuali perverse o devianti (変態性欲 hentai seiyoku), fra cui l'omosessualità, il travestitismo, il sadomasochismo, la necrofilia, la ninfomania, il feticismo, offrivano indirettamente materiale sensazionalistico ai "cacciatori di curiosità" (ryōkisha).
Ryōki (猟 奇), il termine con cui veniva definito il curioso, lo strano e l'inusuale, e che per alcuni studi rappresenta il legame fondamentale con il concetto di ero-guro, registrò la sua comparsa in molti dizionari gergali a cavallo degli anni venti e trenta. Usato sempre più spesso in riferimento all'esperienza urbana, all'erotico e alla sfera sessuale, divenne parte del titolo di numerose riviste. Nel primo numero di Ryoki gaho pubblicato nel 1929, articoli intriganti sul profumo femminile e sui matrimoni fra volpi e umani nella letteratura giapponese erano accompagnati da immagini destinate a suscitare la curiosità dei lettori: una stampa francese di persone con strane deformità, una fotografia cinese con dispositivi di tortura, altre che ritraevano un cranio azteco scolpito in cristallo, un'acrobata impegnata in un esercizio ginnico in mutande, tibetani che sporgevano le loro lingue in segno di saluto.
Nel maggio 1936 un evento di cronaca suscitò un enorme scalpore a livello nazionale, rinfocolando l'interesse sensazionalistico per le "poison women": l'ex prostituta Sada Abe, durante un gioco sessuale con il suo amante, lo uccise soffocandolo con il suo obi, gli tagliò il pene e i testicoli che portò con sé durante i suoi tre giorni di fuga. Sada venne accusata di omicidio, mutilazione e perversione sessuale, ma fu infine assolta da quest'ultima accusa e condannata a sei anni di reclusione; gli studi medici a cui fu sottoposta stabilirono che fu condotta all'omicidio dal suo sfrenato desiderio sessuale, diagnosticato come ninfomania. Il suo caso fu a lungo fonte di ispirazione per artisti, scrittori e registi; le sue confessioni, sotto forma di intervista, divennero un bestseller nazionale.

## Interpretazioni critiche

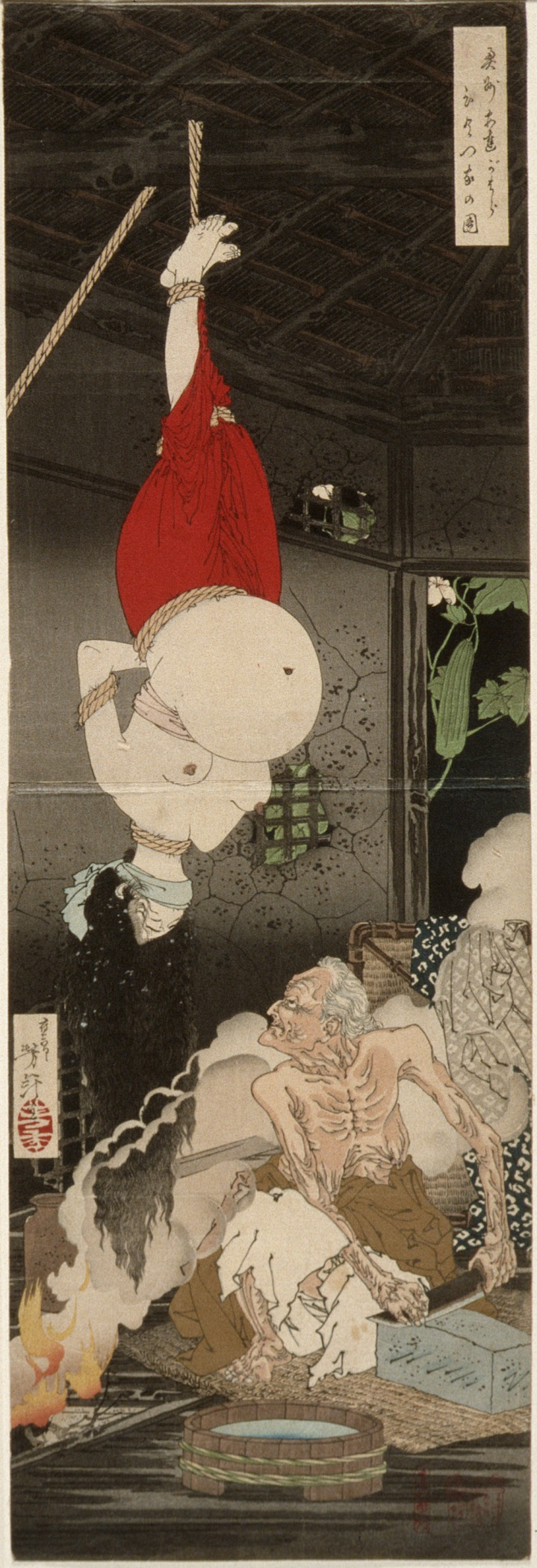
Tsukioka Yoshitoshi, La casa solitaria sulla brughiera di Adachi (Adachigahara hitotsuya no zu, 1885)

Interpretazioni critiche del fenomeno dell'ero guro, collocato all'interno della discussione sulle proprietà e i significati della "modernità" giapponese, vengono espresse fin dagli anni della sua massima vitalità. I critici giapponesi della cosiddetta "americanizzazione", di cui il saggio Modan so tan Modan so del critico di orientamento marxista Sōichi Ōya, pubblicato nel 1929 nella rivista Chuo Koron rappresenta il manifesto più noto, interpretano il modernismo e l'eroguro nansensu come un prodotto del capitalismo, un fenomeno culturale di stampo borghese basato su una passiva o superficiale importazione della cultura di un altro paese; il suo successo viene attribuito alla funzione diversiva e appagante esercitata dalle fantasie erotiche-grottesche, di cui viene sottolineato l'aspetto manipolativo, sulle menti dei consumatori.
I sociologi Gonda Yasunosuke (1887-1951) e Akagami Yoshitsugu (1892-1953) nei loro studi pubblicati negli anni trenta approfondiscono dal punto di vista sociale e psicologico il rapporto fra modernità e ricerca crescente di nuovi stimoli da parte della popolazione. Nella prima indagine governativa sull'intrattenimento popolare da lui condotta nel 1921, Gonda rileva con una certa preoccupazione il cambiamento avvenuto nell'uso del tempo libero e nella vita quotidiana del Giappone industrializzato e urbanizzato: il fulcro della società moderna si è spostato dalla casa e dai luoghi di produzione alle strade, ai caffè, ai cinema, alle sale da ballo; le persone perseguono l'idea dell'acquisto in sé, non sono motivate da un vero bisogno, il processo di acquisto rende significativa la vita: "I cappelli non sono fatti per le teste delle persone; le teste sono ammassate nei cappelli". La necessità di inseguire sempre nuove sollecitazioni, sulla spinta di una "società ad alta velocità" orientata al consumismo e all'intrattenimento di massa, è ciò che - secondo Gonda - induce le persone a inseguire fenomeni strani, sensazionali, grotteschi, esponendole al pericolo di comportamenti psicologicamente devianti.
Negli anni ottanta del Novecento alcuni sociologi come Minami Hiroshi, uno dei pionieri della storia culturale moderna, concentrano la loro attenzione sull'avvento della società di massa (taish-shakai) nel Giappone del periodo interbellico, approfondendo criticamente le interpretazioni degli intellettuali marxisti degli anni trenta e individuando nelle attività ricreative e nella formula dell'ero guro una funzione trasgressiva, una forma indiretta di resistenza contro le tendenze totalitarie dello stato giapponese.
Suzuki Sadami dal punto di vista letterario colloca le origini dell'ero guro agli inizi del XX secolo, nel periodo successivo alla guerra russo-giapponese, mette in luce l'attività di rielaborazione e non di passiva riproposizione dei prodotti culturali provenienti dall'Occidente da parte degli intellettuali e della società nipponica dei primi decenni del secolo e sottolinea il carattere di "resistenza" agli obiettivi produttivi dello stato-nazione rilevabile nelle opere di alcuni protagonisti della nuova estetica decadente. In particolare sostiene che le prime opere di Tanizaki rivelano uno spirito critico di resistenza alla cultura dominante dell'epoca e che esse rappresentano il preludio dell'estetica decadente dell'assurdo, dell'anormale e del grottesco affermatasi tra la fine degli anni venti e i primi anni trenta. Secondo Suzuki questa tendenza, unita ad un crescente interesse per l'inconscio e allo sviluppo della nozione di aberrazione sessuale, verrà assorbita con successo nella cultura di massa "modan" diffusa nelle aree metropolitane, grazie al sentimento generale di noia diffuso specialmente fra i giovani, effetto della modernità urbana, e il conseguente bisogno di stimoli e di curiosità estreme.

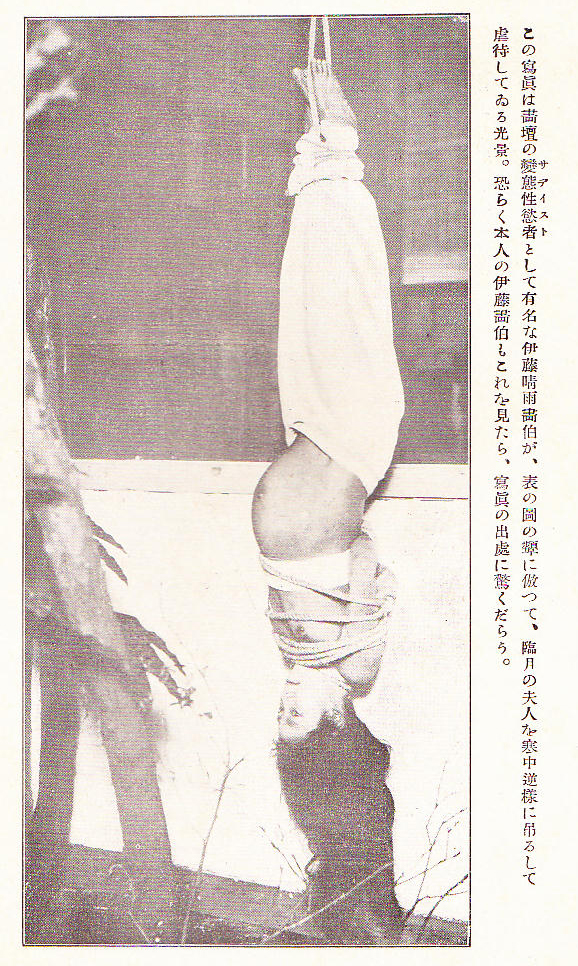
Opera del pittore Seiu Ito (1921) ispirata a La casa solitaria sulla brughiera di Adachi di Tsukioka Yoshitoshi

Secondo lo studioso statunitense Greg Pflugfelder, autore di Cartographies of Desire: Male-male Sexuality in Japanese Discourse, 1600-1950, pubblicato nel 1999, ciascuno dei tre elementi di cui l'ero guru nonsensu si compone rappresenta una forma di sovversione dei valori convenzionali: la celebrazione dell '"erotico" (ero) si oppone all'estromissione della sessualità dalla sfera pubblica e alla sua moralizzazione, avviata nel periodo Meiji; il grottesco esprime il rifiuto dei codici estetici prevalenti che intendono occultare i più oscuri dell'esistenza; il "non senso" si contrappone alla natura coercitiva delle certezze morali ed epistemologiche tradizionalmente trasmesse.
La studiosa Miriam Silverberg nel suo libro pubblicato nel 2006 Erotic Grotesque Nonsense: The Mass Culture of Japanese Modern Times propone una rilettura della storia culturale giapponese del periodo interbellico basata su alcuni concetti interpretativi, come quello di montaggio e di "code switching". Il primo, mutuato dalla tecnica cinematografica e basato sull'attività di assemblaggio, ibridazione, combinazione e giustapposizione di immagini, angoli, prospettive multiple ed eterogenee che possono essere riordinate in modi diversi, viene utilizzato come strumento di lettura della cultura e della società giapponese moderna, connotata secondo Silverberg da frammentazione e dinamismo, miscuglio di idee, stili di vita, sottoculture, classi sociali ed etnie diverse, a volte fra loro coesistenti, altre volte in contrapposizione. Gli anni venti e trenta, secondo l'autrice, non vanno interpretati come intermezzo decadente tra un'era del "modernismo" e gli anni del fascismo, vissuto all'insegna dei ritmi frenetici imposti dall'industrializzazione e dall'urbanizzazione e dai divertimenti sfrenati indotti come palliativo da parte di un capitalismo sempre più aggressivo. Quegli anni, e la stessa cultura di massa, misero in moto anche energie liberatorie, forme di innovazione e di opposizione all'ideologia dominante. Basandosi sugli studi di intellettuali dell'epoca e su una mole diversificata di documenti e fonti, Silverberg rileva la presenza di messaggi e pratiche emergenti nella cultura giapponese che sfidano le categorie fisse di famiglia, genere, nazionalità sostenute dallo Stato.

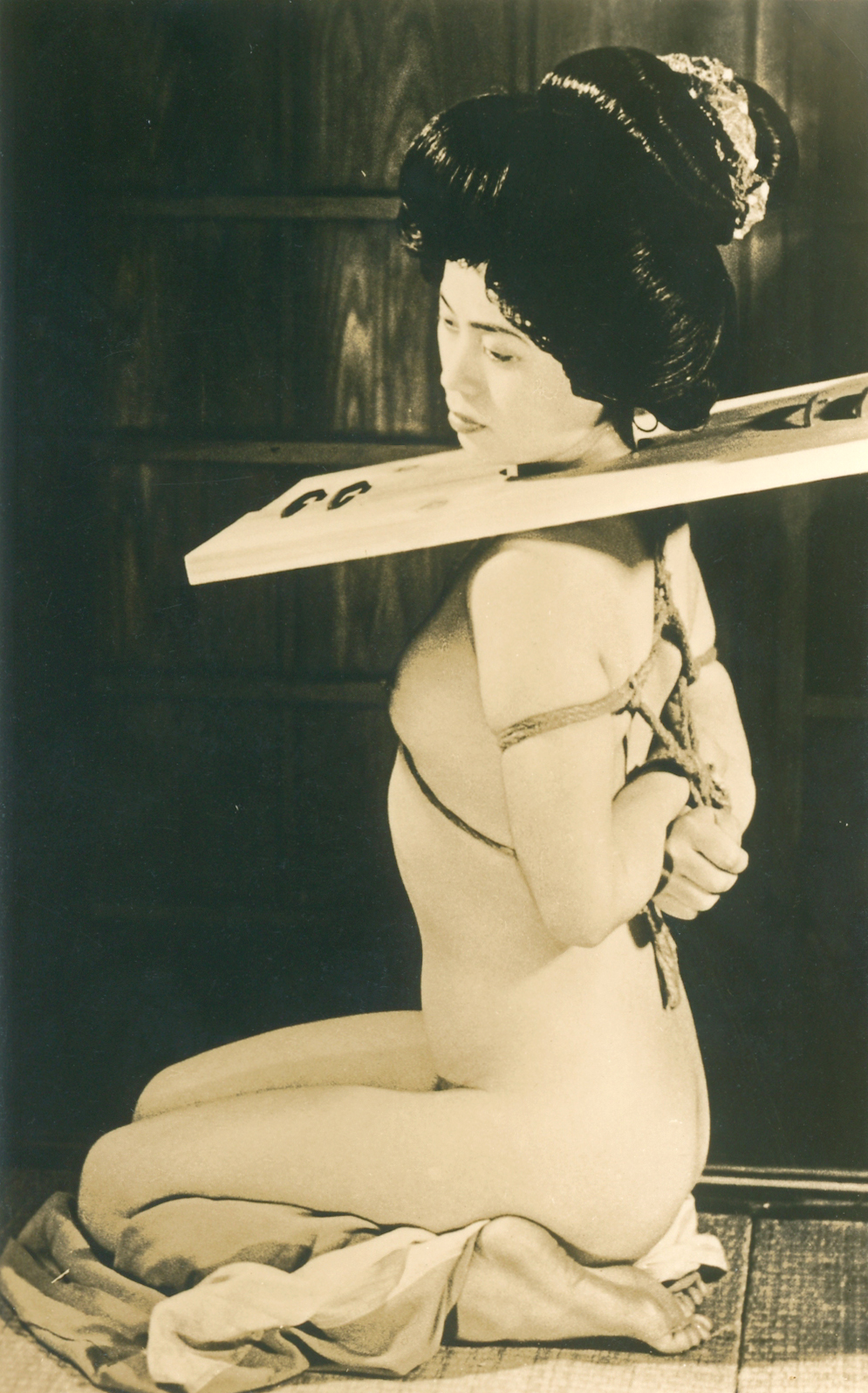
Opera del pittore Seiu Ito, ritenuto il padre del moderno kinbaku pubblicata nel 1953 nella rivista Yomikiri Romance

Servendosi del concetto linguistico di "code switching", come "processo attivo e spesso sofisticato di spostamento di parti scelte da culture diverse all'interno e all'esterno del Giappone", Silverberg evidenzia come nella pratica quotidiana venissero integrati elementi di materiale occidentale e cultura di massa, che davano luogo a soluzioni diverse e contribuivano alla formazione di identità complesse: ad esempio il costrutto ideologico della "ragazza moderna" (moga) creato dai mass media proietta anche un'immagine femminile trasgressiva. Alle stesse persone che vissero in quell'epoca (uomini, donne, bambini), l'autrice attribuisce una doppia valenza, che corrisponderebbe alla doppia natura della cultura di massa giapponese del tempo: esse erano al contempo "soggetti imperiali", sottoposti all'autorità e al controllo dello stato per quanto riguarda libertà e consumi, e "consumatori" in grado di agire in modo autonomo rispetto al sistema imperiale. La cultura del consumo, precisa Silvergerg, non coinvolgeva solo gli appartenenti alla classe media ma anche la classe operaia, poiché "il consumo di immagini di oggetti piuttosto che degli oggetti stessi era al centro della cultura moderna giapponese". La pratica culturale prebellica risulta connotata dal sincretismo, dal "montaggio". Come frammenti di "montaggio" sono anche organizzati i restanti capitoli del libro in cui, con l'obbiettivo di fare luce sulle pratiche e sulla cultura di massa degli anni venti e trenta, Silverberg ne esamina declinazioni, significati e sviluppi - dalla cultura del consumo alla promozione della razionalità e della lealtà nazionale durante la guerra, da "erotico" a "impero" - in cinque luoghi simbolo della modernità: la strada rappresentata dalla moga, il caffè dalla cameriera (jokyu), la casa dalla casalinga moderna, il cinema e l'editoria popolare dai film e dalle riviste, i vicoli della classe operaia dal quartiere dei divertimenti di Asakusa, un parco giochi "luogo di disperazione ed energie liberatorie", a cui dedica l'intera terza parte del libro.
Per quanto riguarda la formula Erotic Grotesque Nonsense presente nel titolo del libro, Silverberg ne propone un'interpretazione che in parte si discosta da quella ricorrente nei mass media, nella letteratura, nella cultura visuale degli anni venti e trenta e negli studi su questo periodo, sia per quanto riguarda la sua collocazione temporale, estesa ai primi anni Quaranta, che il significato attribuito a ciascuno dei tre termini: "erotic" assume per l'autrice il significato di energia vitale, desiderio di sperimentazione e innovazione, sfida allo status quo; l'elemento del "grottesco" si manifesta nelle disuguaglianze socioeconomiche, rappresentate ad esempio dalla comunità dei mendicanti e dai senzatetto studiata nella parte dedicata ad Asakusa; il "nonsense" viene associato all'umorismo politico e ironico che assunse per temi "le trasformazioni da una modernità dominata dai costumi euro-americani", e Silverberg ne trova esplicitazione, ad esempio, nelle rassegne teatrali nonsense che usavano la parodia come intrattenimento e critica sociale.
Driscoll nel suo studio Absolute erotic, absolute grotesque, sulla base di diversi approcci di analisi, dalla teoria del capitale di Marx, alla biopolitica di Foucault, al concetto di "macchine desideranti" di Deleuze e Guattari, colloca la cultura di massa di Tokyo negli anni venti del Novecento, e il fenomeno dell'ero guro, nella fase del capitalismo giapponese da lui definita "neuropolitica" (1920-1932), caratterizzata dall'espropriazione e colonizzazione, da parte dei poteri dominanti, di tutti gli aspetti della vita umana, dal lavoro ai desideri, all'attenzione e al tempo libero dei soggetti, ridotti a consumatori. I media a tema "erotico-grottesco", la sessuologia commerciale e la pornografia sarebbero state le forme utilizzate dal capitalismo per "stupire e modificare", appropriarsi e deformare le forze generative del desiderio; il parco dei divertimenti di Asakusa, "neurotopia" privilegiata del Giappone metropolitano, è visto come il luogo organizzato per offrire stimoli a buon mercato alla piccola borghesia e ai consumatori della classe operaia. All'interno di questo contesto, facendo riferimento alla bio-filosofia di Minakata Kumagusu (1867-1941), lo studioso statunitense ridefinisce i concetti di erotico e grottesco, identificandoli nelle due forze contrapposte che avrebbero impegnato l'imperialismo giapponese in una lotta irrisolvibile: l'erotico rappresenta "la produttività vitale del desiderio" (la macchina desiderante dell'Anti-edipo), il grottesco "l'usurpazione violenta di questo desiderio da parte del potere egemonico" (il capitale di Marx).
Alcuni studi hanno sottolineato il collegamento esistente, soprattutto dal punto di vista delle pratiche di censura governative, tra le forme di trasgressione dei costumi sessuali e quelle di sovversione del potere politico, rappresentate sul piano letterario, nel Giappone degli anni trenta, dalla letteratura erotica e dalla letteratura proletaria. Lo studioso Jonathan Abel ha individuato una connessione fra erotismo e discorsi anticapitalisti, antimperialisti e contrari alla guerra, e ha indicato come esempio di questa fusione di sensibilità e di intenti Umehara Hokumei (1901-1946), scrittore ed editore socialista. All'apice dell'attività letteraria nel periodo fra le due guerre, quando i reati di immoralità in Giappone erano pari, se non superiori, dei reati di sedizione, Hokumei venne incarcerato, multato e bandito dalla censura per sovversione morale e politica. Un ulteriore esempio dell'interconnessione ero-puro (puro è abbreviazione di puroretaria, proletariato) è indicata da Abel nella definizione dei tempi contemporanei contenuta nella prefazione al Dizionario di terminologia moderna del 1930 (Modan yōgo jiten): "Si dice che i giorni nostri siano in particolare un periodo delle tre S; allo stesso tempo, possiamo dire che è un periodo dei tre RO. Le "tre S" sono velocità, sport e cinema, mentre le "tre RO" indicano eRO [erotico], guRO [grottesco] e puRO [proletario].

## Influenze successive
Ero guro è anche un elemento di molti film horror giapponese e pinku eiga, in particolare del 1960 e 1970. Esempi includono Shogun's Joys of Torture (1968) di Teruo Ishii, Horrors of Malformed Men (1969) e Blind Beast (盲獣, 1969) di Yasuzō Masumura, quest'ultima sulla base di due opere di Edogawa Rampo. Esempi più recente di ero guro nel cinema sono Stop the Bitch Campaign, diretto da Kōsuke Suzuki nel 2001, e Strange Circus diretto da Sion Sono nel 2005.
Ci sono moderni artisti che citano l'ero guro come un fattore che influisce sul loro lavoro. Questi artisti esplorano il macabro intermediato da sfumature sessuali. Spesso l'elemento erotico, anche se non esplicito, è fuso con temi grotteschi e caratteristiche simili a quelle delle opere di Hans Ruedi Giger. Altri prodotti ero guro si hanno nella pornografia giapponese hentai.
Il moderno genere del tentacle rape è iniziato nell'ambito della categoria dell'ero guro (in senso ampio) ma è stato così popolare che è ormai generalmente considerato separatamente.
L'ero guro è tra le influenze principali del genere letterario bizarro fiction.

### Hentai
Nella pornografia manga giapponese, l'Ero Guro ha preso le caratteristiche del guro hentai, un genere di hentai molto eterogeneo nelle sue componenti, che si basa su tre aspetti cardine: la violenza, la componente erotica ed il grottesco.

## Musica
Le band Ero guro (spesso visto come sottogenere del visual kei o del post visual da alcuni fan) solitamente hanno un look appariscente, come anche i testi, ma meno femminile del classico Visual Kei. Insieme alla parte erotica e appariscente delle band, c'è anche humour. Si dice che i Cali≠Gari siano responsabili dell'uso del termine riferendosi alla musica.
Band ero guro sono ad esempio Velvet Eden, Kinniku Shojyo Tai，Guruguru Eigakan, Inugami Circus-dan, Rauya, Merry, Mucc, e Cali≠Gari.
Ero guro e angura kei sono due movimenti simili e nella musica sono molto collegati. La differenza sta nel fatto che l'ero guro punta più all'erotismo. Angura kei (un movimento anti-occidentalizzazione nato negli anni sessanta) usa l'horror per tornare "unicamente giapponesi" dato che il Giappone ha una grande tradizione di storie di fantasmi e mostri nel suo folklore.